# Anna Maslovskaïa
Anna Maslovskaïa (russe : Анна Масловская) (6 janvier 1920 – 11 novembre 1980) est une ancienne partisane soviétique de la République socialiste soviétique de Biélorussie lors de l'Occupation allemande pendant la Seconde Guerre mondiale. Elle reçoit le titre d'Héroïne de l'Union soviétique le 15 août 1944 par décret du Soviet Suprême pour ses activités de résistance

## Enfance et éducation
Maslovskaïa est née dans une famille de paysans de Pastavy, dans le gouvernement de Vitebsk, situé dans l'actuelle Biélorussie. Après avoir terminé l'école secondaire, elle rejoint le Komsomol et travaille dans une école secondaire du village de Lyntupa jusqu'à l'invasion allemande de l'Union soviétique.

## Seconde Guerre mondiale
Maslovskaïa rejoint l'Armée rouge en 1941 en tant que membre de la Croix-Rouge et est affectée au 71e bataillon de char. Après que son unité ait été entourée par les forces ennemies à Vitebsk, elle traverse les lignes allemandes à Pastavy. Du 24 décembre 1942 au 4 décembre 1944, elle est membre du comité provincial du district du Komsomol où elle travaille dans une usine qui coud des uniformes SS et s'investit dans des missions de sabotage avant d'organiser une attaque armée qui fait 90 victimes chez les soldats allemands dont 23 membre de la SS et un général. Jusqu'en 1944, elle est responsable du détachement de partisans du Komsomol Vorochilov ; dans le cadre de ses fonctions, elle tue des dizaines de soldats de l'Axe, détruit trois trains et 240 chemins de fer, sauve la vie de 23 partisans sur le champ de bataille et participe à des raids sur les installations militaires allemandes à Zalesie, Kamai, Lintupah et Miadzel. Lors d'un raid sur une garnison, elle jette une grenade dans un bunker avant d'ouvrir le feu ; 50 soldats allemands sont tués. Pour cette action, elle reçoit le titre d'Héroïne de l'Union soviétique à la fin de la guerre le 15 août 1945.

## Après-guerre
Après-guerre, Maslovskaïa adopte 15 jeunes orphelins de guerre. Elle rejoint le Parti communiste en 1949 et sort diplômée de l'École supérieure du parti de Biélorussie en 1961. Après son diplôme, elle déménage à Moscou où elle travaille comme guide touristique en tant que vétéran des partisans soviétique de la guerre. Elle meurt le 11 novembre 1980, à l'âge de 60 ans et est enterrée dans le cimetière Vagankovo,.